# Місячні болота
Місячне болото (англ. The Moon-Bog) — оповідання американського письменника-фантаста Говарда Лавкрафта, написане в березні 1921 року (можливо й раніше), а вперше опубліковане в червневому номері журналу «Weird Tales» за 1926 рік.

## Сюжет
Оповідач без імені описує нещасливу долю свого друга Дениса Баррі, ірландського американця, який нещодавно повернувся до Ірландії, у вигадане містечко Кілдеррі, на землю своїх предків. Захопивши місцевий замок і почавши його реставрацію, Баррі планує осушити прилегле болото, попри місцеві легенди про прокляття. Баррі відмовляється підкоритися народному тиску, і жителі Кілдеррі разом з його слугами вирішують тікати, а він змушений замінити їх робітниками з півночі. Почуваючись самотнім серед усіх цих чужинців, він вирішує запросити свого друга, оповідача, провести кілька днів у Кілдеррі. Але чутки про болото виявилися правдою, і робітники зникли в болоті. Денис Баррі згодом гине від рук «істоти».

## Навіювання
Лавкрафт написав оповідання на замовлення для «Клубу любителів журналістики Бостона» 10 березня 1921 року. Зустріч була присвячена дню Святого Патрика, і тому для неї було потрібно що-небудь ірландське. Лавкрафт згадує справжню ірландську легенду з часів перших поселенців Ірландії — Пархолонців, яких раптово знищила чума в 1200 році до нашої ери. Легенда спирається на перекази, поширені серед корінних ірландців і людей середземноморського походження, що Пархолонці спочатку прийшли з Греції.
В оповіданні додано елементи автобіографії Лавкрафта: він, як і Барі, мріяв про купівлю будинку своїх предків в Англії та про повернення дворянства. Ці теми описані в оповіданні «Щури в стінах» та інших. Є ще один автобіографічний елемент — Лавкрафт бачив у дитинстві, як влада викупила прилегле «Котяче болото» і заявляла про його захист, а потім там побудували 200 будинків.
У міфології Стародавньої Греції часто описуються легенди, в яких люди тонуть або боги перетворюють людей на жаб. За однією з легенд, Зевс і Гермес перетворили на жаб людей, які відмовили їм у нічлігу. За іншою легендою, пастухи не дали богині Літо[уточнити] випити води з джерела, за що вона перетворила їх на жаб. Богиня Місяця може належати до Селени або Кліо. Партолон — персонаж ірландських легенд, який керував великою групою поселень в Ірландії. Лавкрафт описує наяд і наймитів тільки в цьому оповіданні.
Пана називають стражем лісів і з ним асоціюють звуки флейт, відчуття паніки, стан трансу. Артур Мекен описує Пана в повісті «Великий бог Пан» (1894), який викликає видіння Іншого світу, що примушують людей вчинити самогубства. Лорд Дансені використовує ім'я Пан у повісті «Боги Пегани» (1905) і «Благословення Пана» (1927), у яких Пан заманює на смерть звуками флейти селян, які прямують за ними в трансі. Деякі теми мають схожість із пізнішим ірландським романом Дансені «Прокляття мудрих жінок» (1933), але С. Т. Джоші виключає можливість будь-якого впливу Лавкрафта на його творчість. Немедійці та меналійці зустрічаються у творчості Роберта Говарда.
Лавкрафт починав свою творчість з опису міфічних істот, але після цього оповідання перестав і в центральних творах почав описувати нежить.